# Francisco Polti Santillán
Francisco Polti Santillán (Santiago del Estero, 17 de noviembre de 1938) es un obispo católico argentino, incardinado en la Prelatura del Opus Dei. Fue Obispo de santo Tomé (1994-2006) y Obispo de Santiago del Estero (2006-2013).

## Biografía
Nacido en la localidad argentina de Santiago del Estero, donde realizó los estudios elementales y posteriormente obtuvo el título de Perito Mercantil en la Escuela Superior de Comercio. Se incorporó al Opus Dei. Prosiguió su formación académica con la licenciatura en Derecho por la Universidad de Navarra, en Pamplona (España), y con los estudios en Filosofía y Teología que comenzó en el Studium Generale de la Prelatura del Opus Dei (Argentina), concluyéndolos en el Colegio Romano de la Santa Cruz (Roma). Obtuvo el Doctorado en Derecho Canónico por la Universidad Pontificia de Santo Tomás de Aquino (Roma), con una tesis sobre "La dignidad de la persona como circunstancia agravante del delito".
Fue ordenado sacerdote el 11 de agosto de 1963, en España por Manuel Fernández-Conde, obispo de Córdoba. Comenzó su actividad pastoral como capellán de diversos centros para jóvenes universitarios. Compatibilizó diversos cargos de gobierno en el Consejo Regional de la Prelatura del Opus Dei en Buenos Aires (1983-1992), con una actividad pastoral como predicador de numerosos cursos de ejercicios espirituales a personas de todas las condiciones.
El 13 de julio de 1994 fue nombrado obispo de Santo Tomé. Polti Santillán recibió su consagración episcopal el 22 de agosto siguiente de manos de Antonio Quarracino, arzobispo de Buenos Aires, con el arzobispo de Santa Fe de la Vera Cruz, Edgardo Gabriel Storni, arzobispo emérito de Corrientes, Fortunato Antonio Rossi, arzobispo de Corrientes, Domingo Salvador Castagna, y el obispo de Posadas, Alfonso Delgado Evers, fungiendo como co-consagradores. Fue instalado el 11 de septiembre siguiente. Su lema pastoral: "A Jesús por María".
El 17 de mayo de 2006 fue nombrado obispo de Santiago del Estero, donde tomó posesión el 22 de julio siguiente. Renunció el 23 de diciembre de 2013, al cumplir 75 años, edad de jubilación de los obispos.